# Aouf
Aouf (em árabe: عوف) é uma cidade e comuna localizada na província de Mascara, Argélia. Segundo o censo de 2008, a população total da cidade era de 7 887 habitantes.